# BLAST Premier 2021
BLAST Premier 2021 — вторая турнирная серия киберспортивной лиги по Counter-Strike: Global Offensive BLAST Premier.
Турнирная серия 2021 года выделяет два сезона: весенний — Spring Series и осенний — Fall Series, а после — финальная часть — World Final 2021. Призовой фонд каждого сезона составляет 737 500 $, а призовой фонд всей серии — 2 475 000 $ (включая призовой фонд Мирового финала в размере 1 000 000 $).

## Формат
В лигу входит 2 сезона: весенний — Spring Series и осенний — Fall Series. Каждый сезон состоит из трёх турниров.
Групповая стадия (Spring Groups и Fall Groups) — определяет победителей и проигравших, в ней примут участие 12 команд, 6 из них пройдут в финал, а остальные попадут на Showdown.
Showdown — последний шанс для проигравших, в нём только две команды смогут пройти в финал сезона.
Финал — последний турнир сезона, в нём примут участие 8 команд, мероприятие. Из финала сезона по одной команде проходит в Мировой финал.
На Мировом финале разыгрывается 1 000 000 $ и определится победитель лиги, который получит 500 000 $.

## Трансляция
С 28 июля 2021 года правом на проведение трансляции в русскоговорящем сегменте на сезон 2021/2022 владеет киберспортивная организация WePlay! Esports, до этого правами владел холдинг Winstrike Agency, который успешно провёл LAN-турнир BLAST Pro Series: Moscow 2019 в городе Москве.

## World Final
Мировой Финал пройдёт в оффлайн-формате с 14 по 19 декабря 2021 года. Из-за того что BLAST не успели арендовать арену, турнир пройдёт в Студии BLAST в  Копенгагене без зрителей.

### Формат
- Double-Elimination сетка
- Все матчи играются в формате Bo3[комм. 1]

### Распределение призового фонда и очков
| Место | Приз      | Команда           |
| ----- | --------- | ----------------- |
| 1     | 500 000 $ | Natus Vincere     |
| 2     | 250 000 $ | Gambit Esports    |
| 3     | 120 000 $ | Team Vitality     |
| 4     | 50 000 $  | Team Liquid       |
| 5 – 6 | 25 000 $  | G2                |
| 5 – 6 | 25 000 $  | Astralis          |
| 7 – 8 | 15 000 $  | Heroic            |
| 7 – 8 | 15 000 $  | Ninjas in Pyjamas |

### Команды
1. Natus Vincere (Победитель ESL Pro League S14, PGL Major Stockholm 2021 и осеннего сезона)
2. Heroic (Победитель ESL Pro League S13)
3. Gambit Esports (Победитель весеннего сезона)
4. G2 (Призёр PGL Major Stockholm 2021)
5. Team Liquid (BLAST Global Leaderboard)
6. Team Vitality (BLAST Global Leaderboard)
7. Ninjas in Pyjamas (BLAST Global Leaderboard)
8. Astralis (BLAST Global Leaderboard)

## Весенний сезон

### Групповая стадия

#### Формат
- Три группы с Double Elimination сеткой
  - В каждой группе по 4 команды
  - Все матчи играются в формате Bo3[комм. 1]
- ТОП-2 команды из каждой группы проходят в финал сезона
- Остальные команды проходят в Showdown сезона

#### Распределение призового фонда и очков
| Место   | Приз     | Очки | Дополнительно   | Команда           |
| ------- | -------- | ---- | --------------- | ----------------- |
| 1 – 3   | 25 000 $ | 1600 | Spring Finals   | BIG               |
| 1 – 3   | 25 000 $ | 1600 | Spring Finals   | Complexity Gaming |
| 1 – 3   | 25 000 $ | 1600 | Spring Finals   | Natus Vincere     |
| 4 – 6   | 12 500 $ | 800  | Spring Finals   | Ninjas in Pyjamas |
| 4 – 6   | 12 500 $ | 800  | Spring Finals   | Evil Geniuses     |
| 4 – 6   | 12 500 $ | 800  | Spring Finals   | FaZe Clan         |
| 7 – 9   | 7500 $   | 600  | Spring Showdown | Astralis          |
| 7 – 9   | 7500 $   | 600  | Spring Showdown | G2                |
| 7 – 9   | 7500 $   | 600  | Spring Showdown | Team Liquid       |
| 10 – 12 | 5000 $   | 400  | Spring Showdown | OG                |
| 10 – 12 | 5000 $   | 400  | Spring Showdown | Team Vitality     |
| 10 – 12 | 5000 $   | 400  | Spring Showdown | MIBR              |

#### Команды
1. Astralis
2. BIG
3. Complexity Gaming
4. Evil Geniuses
5. FaZe Clan
6. G2
7. MIBR
8. Natus Vincere
9. Ninjas in Pyjamas
10. OG
11. Team Liquid
12. Team Vitality

### Showdown

#### Формат
- Single Elimination сетка
- Все матчи играются в формате Bo3[комм. 1]
- ТОП-2 команды проходят в финал сезона

#### Распределение призового фонда и очков
| Место  | Приз     | Очки  | Дополнительно | Команда        |
| ------ | -------- | ----- | ------------- | -------------- |
| 1 – 2  | 30 000 $ | 1500  | Spring Finals | G2             |
| 1 – 2  | 30 000 $ | 1500  | Spring Finals | Gambit Esports |
| 3 – 4  | 16 250 $ | 625   | —             | Team Spirit    |
| 3 – 4  | 16 250 $ | 625   | —             | Heroic         |
| 5 – 8  | 10 000 $ | 187.5 | —             | OG             |
| 5 – 8  | 10 000 $ | 187.5 | —             | Dignitas       |
| 5 – 8  | 10 000 $ | 187.5 | —             | 9z Team        |
| 5 – 8  | 10 000 $ | 187.5 | —             | FURIA          |
| 9 – 16 | 3750 $   | —     | —             | Astralis       |
| 9 – 16 | 3750 $   | —     | —             | Endpoint       |
| 9 – 16 | 3750 $   | —     | —             | Extra Salt     |
| 9 – 16 | 3750 $   | —     | —             | Team Liquid    |
| 9 – 16 | 3750 $   | —     | —             | Team Vitality  |
| 9 – 16 | 3750 $   | —     | —             | SAW            |
| 9 – 16 | 3750 $   | —     | —             | MIBR           |
| 9 – 16 | 3750 $   | —     | —             | NASR           |

#### Команды
1. Astralis
2. G2
3. Team Liquid
4. OG
5. Team Vitality
6. MIBR
7. FURIA
8. Gambit Esports
9. Heroic
10. Endpoint
11. Dignitas
12. SAW
13. Team Spirit
14. Extra Salt
15. 9z Team
16. NASR

### Финал

#### Формат
- Double-Elimination сетка
- Все матчи играются в формате Bo3[комм. 1]

#### Распределение призового фонда и очков
| Место | Приз      | Очки | Дополнительно | Команда           |
| ----- | --------- | ---- | ------------- | ----------------- |
| 1     | 225 000 $ | 4000 | World Final   | Gambit Esports    |
| 2     | 85 000 $  | 2000 | —             | Natus Vincere     |
| 3     | 40 000 $  | 1500 | —             | G2                |
| 4     | 25 000 $  | 1000 | —             | Ninjas in Pyjamas |
| 5 – 6 | 15 000 $  | 500  | —             | BIG               |
| 5 – 6 | 15 000 $  | 500  | —             | Complexity Gaming |
| 7 – 8 | 10 000 $  | 250  | —             | Evil Geniuses     |
| 7 – 8 | 10 000 $  | 250  | —             | FaZe Clan         |

#### Команды
1. BIG
2. Complexity Gaming
3. Natus Vincere
4. Ninjas in Pyjamas
5. Evil Geniuses
6. FaZe Clan
7. G2
8. Gambit Esports

## Осенний сезон

### Групповая стадия

#### Формат
- Три группы с Double Elimination сеткой
  - В каждой группе по 4 команды
  - Все матчи играются в формате Bo3[комм. 1]
- ТОП-2 команды из каждой группы проходят в финал сезона
- Остальные команды проходят в Showdown сезона

#### Распределение призового фонда и очков
| Место   | Приз     | Очки | Дополнительно | Команда           |
| ------- | -------- | ---- | ------------- | ----------------- |
| 1 – 3   | 25 000 $ | 1600 | Fall Finals   | Team Vitality     |
| 1 – 3   | 25 000 $ | 1600 | Fall Finals   | Ninjas in Pyjamas |
| 1 – 3   | 25 000 $ | 1600 | Fall Finals   | Natus Vincere     |
| 4 – 6   | 12 500 $ | 800  | Fall Finals   | Astralis          |
| 4 – 6   | 12 500 $ | 800  | Fall Finals   | BIG               |
| 4 – 6   | 12 500 $ | 800  | Fall Finals   | FaZe Clan         |
| 7 – 9   | 7500 $   | 600  | Fall Showdown | Team Liquid       |
| 7 – 9   | 7500 $   | 600  | Fall Showdown | G2                |
| 7 – 9   | 7500 $   | 600  | Fall Showdown | Complexity Gaming |
| 10 – 12 | 5000 $   | 400  | Fall Showdown | Evil Geniuses     |
| 10 – 12 | 5000 $   | 400  | Fall Showdown | MIBR              |
| 10 – 12 | 5000 $   | 400  | Fall Showdown | OG                |

#### Команды
1. Astralis
2. BIG
3. Complexity Gaming
4. Evil Geniuses
5. FaZe Clan
6. G2
7. MIBR
8. Natus Vincere
9. Ninjas in Pyjamas
10. OG
11. Team Liquid
12. Team Vitality

### Showdown

#### Формат
- Single Elimination сетка
- Все матчи играются в формате Bo3[комм. 1]
- ТОП-2 команды проходят в финал сезона

#### Распределение призового фонда и очков
| Место  | Приз     | Очки  | Дополнительно | Команда           |
| ------ | -------- | ----- | ------------- | ----------------- |
| 1 – 2  | 30 000 $ | 1500  | Fall Finals   | Heroic            |
| 1 – 2  | 30 000 $ | 1500  | Fall Finals   | Team Liquid       |
| 3 – 4  | 16 250 $ | 625   | —             | OG                |
| 3 – 4  | 16 250 $ | 625   | —             | MAD Lions         |
| 5 – 8  | 10 000 $ | 187.5 | —             | Dignitas          |
| 5 – 8  | 10 000 $ | 187.5 | —             | Complexity Gaming |
| 5 – 8  | 10 000 $ | 187.5 | —             | Virtus.pro        |
| 5 – 8  | 10 000 $ | 187.5 | —             | G2                |
| 9 – 16 | 3750 $   | —     | —             | POGGERZ           |
| 9 – 16 | 3750 $   | —     | —             | Team Fiend        |
| 9 – 16 | 3750 $   | —     | —             | MIBR              |
| 9 – 16 | 3750 $   | —     | —             | paiN Gaming       |
| 9 – 16 | 3750 $   | —     | —             | 9z Team           |
| 9 – 16 | 3750 $   | —     | —             | Movistar Riders   |
| 9 – 16 | 3750 $   | —     | —             | Evil Geniuses     |
| 9 – 16 | 3750 $   | —     | —             | Lynn Vision       |

#### Команды
1. Team Liquid (Групповая стадия сезона)
2. G2 (Групповая стадия сезона)
3. Complexity Gaming (Групповая стадия сезона)
4. Evil Geniuses (Групповая стадия сезона)
5. MIBR (Групповая стадия сезона)
6. OG (Групповая стадия сезона)
7. Heroic (Прямое приглашение)
8. Virtus.pro (Прямое приглашение)
9. MAD Lions (Победитель Fantasyexpo Cup)
10. Movistar Riders (Победитель RTP Arena Cup)
11. Dignitas (Победитель Nordic Cup)
12. Team Fiend (Победитель Eastern European Masters)
13. paiN Gaming (Победитель квалификаций в Северной Америке)
14. 9z Team (Победитель FiReLEAGUE Latin Power)
15. Lynn Vision (Победитель квалификаций в Китае)
16. POGGERZ (Победитель Calyx Dune Cup)

### Финал

#### Место проведения
Royal Arena, Копенгаген, Дания

#### Формат
- Double-Elimination сетка
- Все матчи играются в формате Bo3[комм. 1]

#### Распределение призового фонда и очков
| Место | Приз      | Очки | Дополнительно | Команда           |
| ----- | --------- | ---- | ------------- | ----------------- |
| 1     | 225 000 $ | 4000 | World Final   | Natus Vincere     |
| 2     | 85 000 $  | 2000 | —             | Team Vitality     |
| 3     | 40 000 $  | 1500 | —             | Astralis          |
| 4     | 25 000 $  | 1000 | —             | Heroic            |
| 5 – 6 | 15 000 $  | 500  | —             | FaZe Clan         |
| 5 – 6 | 15 000 $  | 500  | —             | Team Liquid       |
| 7 – 8 | 10 000 $  | 250  | —             | BIG               |
| 7 – 8 | 10 000 $  | 250  | —             | Ninjas in Pyjamas |

#### Команды
1. Team Vitality (Групповая стадия сезона)
2. Ninjas in Pyjamas (Групповая стадия сезона)
3. Natus Vincere (Групповая стадия сезона)
4. Astralis (Групповая стадия сезона)
5. BIG (Групповая стадия сезона)
6. Heroic (Групповая стадия сезона)
7. FaZe Clan (Showdown стадия сезона)
8. Team Liquid (Showdown стадия сезона)

## Комментарии
1. 1 2 3 4 5 6 7  Best of 3 (Bo3) — встреча до двух победных карт